# Trichoparmenonta
Trichoparmenonta is een kevergeslacht uit de familie van de boktorren (Cerambycidae). De wetenschappelijke naam van het geslacht werd voor het eerst geldig gepubliceerd in 1943 door Breuning.

## Soorten
Trichoparmenonta is monotypisch en omvat slechts de volgende soort:
- Trichoparmenonta hoegei Breuning, 1943